# José María Otero de Navascués
José María Otero de Navascués Enríquez de la Sota (Madrid, 16 de marzo de 1907, ibid. 9 de marzo de 1983, Madrid), IX marqués de Hermosilla, Contralmirante-ingeniero de la Armada, fue un físico español especializado en el campo de la óptica.
Otero realizó importantes estudios en óptica geométrica, física, fisiología y energía nuclear. En 1942 Otero descubrió la miopía nocturna aumentando la visión en prismáticos y telescopios en un 66%. Por otro lado, Otero puede considerarse como el padre de la energía nuclear en España ya que fue presidente de la Junta de Energía Nuclear desde 1958 hasta 1974. Durante este periodo se creó el primer reactor español, el reactor de la Moncloa (1958) y en 1969 la primera central nuclear española, la José Cabrera en Almonacid de Zorita. En 1965 fue nombrado presidente de la Sociedad Europea de Energía Atómica y en el 1968 presidente de la Oficina Internacional de Pesos y Medidas. En 1968 fue nombrado gobernador del Organismo Internacional de Energía Atómica (OIEA). También participó en el Proyecto Islero, que consistió en la fabricación de una bomba nuclear española, aunque no se acabó construyendo ese arma.

## Biografía
Segundo hijo de Santiago Otero Enríquez, VI marqués de Hermosilla, caballero de la Real Maestranza de Zaragoza, militar autor de varios tratados sobre genealogía, natural de León, y de María del Pilar de Navascués y de la Sota, nacida en Zaragoza el 8 de mayo de 1877. Aunque nacido en Madrid, en la calle Ruiz de Alarcón nº 3, la familia Navascués de la Sota era de origen navarro-aragonés, de Cintruénigo asentada en Borja (Zaragoza).
Otero realizó el bachillerato en Madrid, como alumno libre, en el colegio de la calle de las Torres que se llamó del Marqués de Valdeiglesias y se examinó más tarde en el Instituto de San Isidro.

### Primeros pasos
Otero ingresó en la Academia de Artillería de la Armada a los quince años de edad y fue nombrado teniente del cuerpo en 1928, como número uno de su promoción. La Junta para la Ampliación de Estudios le pensionó para continuar su formación en el Instituto Politécnico de Zúrich y después en el Instituto de Óptica de Berlín, donde permaneció hasta 1932.
En 1935 fue destinado a los Servicios Técnicos Industriales de Artillería de la Armada. Durante la Guerra Civil se refugió en el Consulado de Noruega sin tomar partido, lo que posteriormente le causaría algún problema. En este periodo conoció a María Teresa Domínguez Aguado, con quien se casó el 5 de agosto de 1939. Tras la Guerra, fue nombrado jefe del Laboratorio de Óptica de la Armada y en 1948 director del Laboratorio y Taller de Investigación del Estado Mayor de la Armada (LYTIEMA). Fue el creador de la Empresa Nacional de Óptica (ENOSA), que además de proveer a la Armada de aparatos ópticos, suministraba a la industria y al mercado civil. Comenzó entonces su actividad científica en el CSIC. 
Otero nunca rechazó una ayuda para estudiar en el extranjero e importar los conocimientos a la España de entonces. Conocedor de los principales idiomas europeos se mantuvo siempre en el panorama científico internacional pero nunca aceptó las ofertas de laboratorios extranjeros pues una de sus más profundas motivaciones era la mejora de la ciencia en España.

### Aportaciones científicas
Sus principales aportaciones científicas se centraron en el campo de la Óptica geométrica, física y fisiológica a través del grupo de trabajo del Instituto de Óptica "Daza de Valdés", una sección de Óptica del Instituto Alonso de Santa Cruz del CSIC que estuvo dirigido por el propio Otero de Navascués. Durante los años cuarenta, la actividad de Otero se centró principalmente en el mundo de la óptica, consiguiendo importantes avances algunos de ellos de repercusión internacional, como los estudios centrados en el rendimiento fotométrico de los instrumentos, la miopía nocturna o la investigación en Óptica fisiológica y geométrica.

#### La energía nuclear

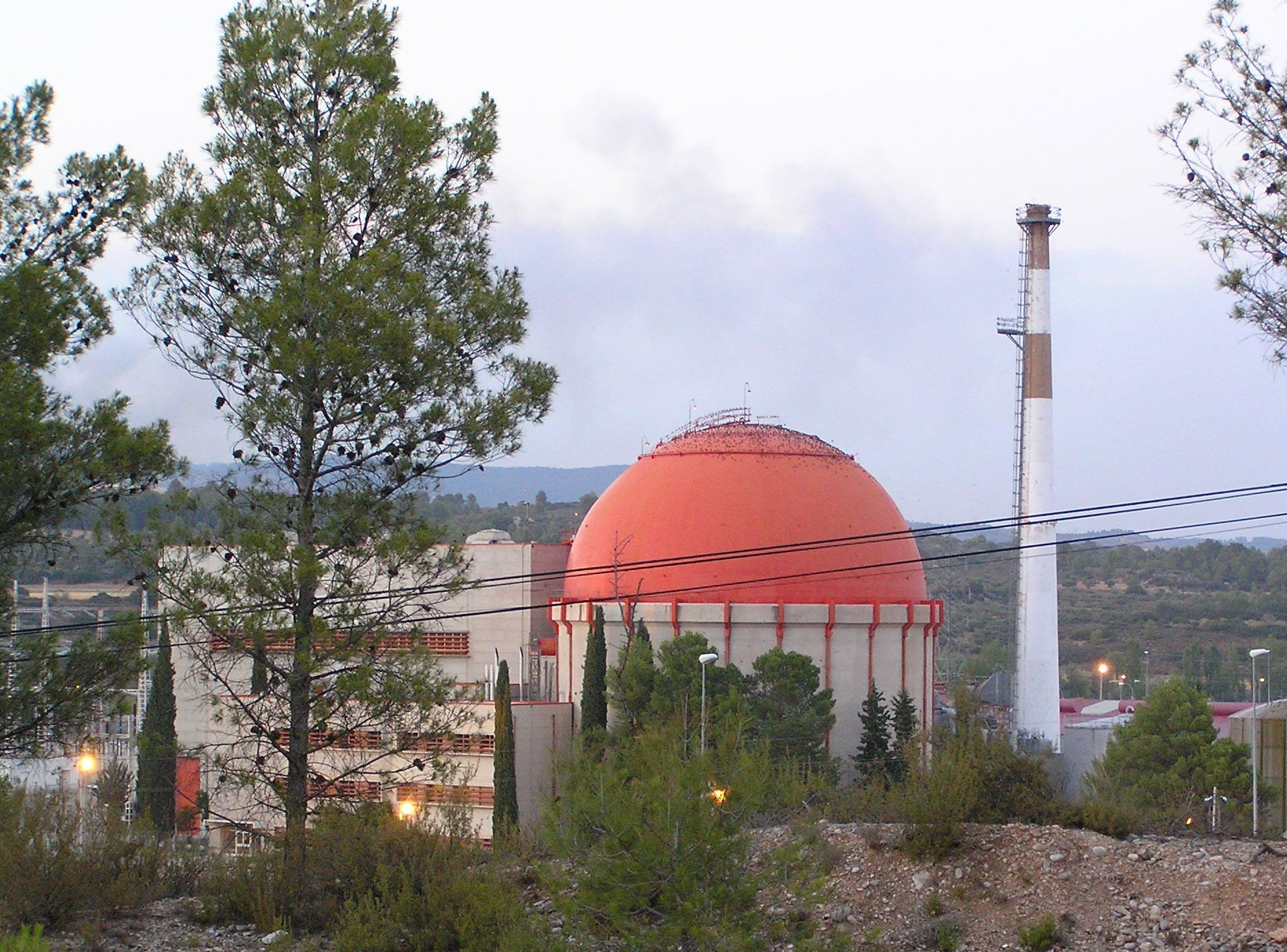
Central de José Cabrera en Almonacid de Zorita, primera central nuclear inaugurada en España (1968).

Su relación con el mundo científico norteamericano le había proporcionado a Otero unos conocimientos importantes sobre lo que estaba ocurriendo en el campo de la energía nuclear en cuestión de reservas y conocimientos técnicos.
En 1947, presenta un informe al CSIC, aconsejando que se iniciaran las investigaciones sobre la energía nuclear en España tras la cual se constituyó una Comisión de Estudios. El 19 de enero de 1950 se nombra para la dirección a Otero de Navascués, Terradas, Durán, Colino y Vigón, entre otros, que emprendieron, como tarea fundamental, la formación del personal que iba a constituir la primera promoción de especialistas nucleares, así como los primeros programas de investigación.
La central nuclear José Cabrera se comenzó a construir en julio de 1965, y se finalizó en tiempo récord en marzo de 1968, tan solo 12 años después de la construcción de la primera central nuclear en el mundo (Calder Hall, en Gran Bretaña).
En la década de los 60 trabajó con varios científicos españoles (como Guillermo Velarde) en el proyecto Islero, para que España obtuviera una bomba atómica, aunque ese programa militar finalmente fue abandonado en la década de los 80.

## Ideología, ciencia y catolicismo
José María Otero de Navascués abogaba que “independencia científica era el corolario de la independencia política”. Si no se lograba esta independencia científica y técnica, viejos y nuevos países poco desarrollados científicamente caerían en un nuevo colonialismo mucho más duro y permanente que el anterior.
Mantuvo siempre una inalterable armonía entre su afán de conocimiento sin límites y una profunda religiosidad. Fue conocido por su gran sentido moral y por su gran defensa de los valores cristianos. Criticó duramente la decadencia de valores en occidente y se mostraba certero en las consecuencias de las “devastaciones ideológicas y después materiales de las guerras y de los odios enconados” en relación con las dos guerras mundiales y las distintas ideologías totalitarias.
Por otra parte, y quizás por su gran experiencia internacional, Otero de Navascués fue conocido como una persona abierta y de intelecto sagaz que ponía por delante el progreso científico a los prejuicios políticos. Así por ejemplo, Miguel Catalán Sañudo, quien trabajaba para laboratorios estadounidenses, pudo recuperar su cátedra diez años después de la Guerra Civil gracias a su actuación. Otero lo integró en el instituto Daza de Valdés como jefe del Departamento de Espectros. 
También mostró en diversas ocasiones su agrado en relación con la integración de la mujer en la comunidad científica y universitaria.